# Lophoceps
Lophoceps là một chi bướm đêm thuộc họ Sesiidae.

## Các loài
- Lophoceps abdominalis  Hampson, 1919
- Lophoceps alenicola (Strand, [1913])
- Lophoceps quinquepuncta  Hampson, 1919
- Lophoceps cyaniris  Hampson, 1919
- Lophoceps tetrazona  Hampson, 1919